# Lipopterichthys carrioni
Lipopterichthys carrioni är en fiskart som beskrevs av Norman, 1935. Lipopterichthys carrioni ingår i släktet Lipopterichthys och familjen Loricariidae. Inga underarter finns listade i Catalogue of Life.